# Cyphosperma balansae
Cyphosperma balansae là loài thực vật có hoa thuộc họ Arecaceae. Loài này được (Brongn.) H.Wendl. ex Salomon mô tả khoa học đầu tiên năm 1887.